# Evrovidenie 1995
La seconda edizione di Evrovidenie (in russo Евровидение?; lett. "Eurovisione") è stata organizzata dal canale televisivo russo ORT e avrebbe dovuto selezionare il rappresentante nazionale all'Eurovision Song Contest 1995 a Dublino, in Irlanda.
Durante la serata si è riscontrato un pareggio tra due brani. Tuttavia, la giuria incaricata per determinare lo spareggio è giunta alla conclusione che nessuno dei due brani meritava di rappresentare la Russia alla manifestazione europea, e quindi la finale si è conclusa senza un vincitore.

## Organizzazione
Il 1º gennaio 1994 l'emittente radiotelevisiva Obščestvennoe Rossijskoe Televidenie (ORT), la seconda emittente di stato della Federazione Russa, è entrata a far parte dell'Unione europea di radiodiffusione (UER). Nel dicembre dello stesso anno, l'emittente ha confermato la partecipazione all'Eurovision Song Contest 1995, annunciando nuovamente l'utilizzo di una selezione nazionale, denominata Evrovidenie: Pesnja-95, per determinare la scelta del rappresentante nazionale.
L'evento si è tenuto in un'unica serata presso l'Hotel Cosmos di Mosca il 19 marzo 1995, ma trasmessa su ORT solo il successivo 30 aprile per motivi economici, ove una giuria di esperti avrebbe dovuto selezionare il vincitore.

## Finale
La finale si è tenuta presso l'Hotel Cosmos di Mosca ed è stata trasmessa su ORT il 30 aprile 1995. Durante la serata si sono esibiti otto artisti, selezionati da una giuria di esperti.
Al termine delle votazioni, è stato riscontrato un pareggio tra Oksana Pavlovskaja e Viktorija Vita per il primo posto. Il pareggio doveva essere risolto da un ulteriore voto della giuria degli esperti, ma alla fine quest'ultima è giunta alla conclusione che nessuna delle due proposte meritava di rappresentare la Russia all'Eurovision Song Contest, e quindi la finale si è conclusa senza dichiarare una vincitrice.
| # | Artista            | Titolo         |
| - | ------------------ | -------------- |
| 1 | Vasilij Bogatyrev  | Portret        |
| 2 | Diana Šagaeva      | Zvezda         |
| 3 | Ineš Kdyrova       | Ja vižu solnce |
| 4 | Ol'ga Dzusova      | Maska          |
| 5 | Aleksej Moldaliev  | Dlja tebja     |
| 6 | Oksana Pavlovskaja | V sinem sne    |
| 7 | Viktorija Vita     | Ėpitafija      |
| 8 | Natal'ja Šturm     | Monetka        |

## All'Eurovision Song Contest
In seguito al risultato della selezione nazionale, l'emittente ORT ha confermato che avrebbe selezionato il suo rappresentate internamente.
Inizialmente, la Vocal Band era stata selezionata per rappresentare la Russia all'Eurovision Song Contest, tuttavia, ORT ha successivamente ritirato tale decisione perché i membri del gruppo non erano in grado di finanziare economicamente la loro partecipazione. Il 29 aprile 1995 è stato confermato che il cantante Filipp Kirkorov avrebbe rappresentato la Russia al Pointh Theatre di Dublino, in Irlanda. Il suo brano Kolybel'naja dlja vulkana, con il relativo videoclip, sono stati presentati il 30 aprile 1995 durante la trasmissione della selezione nazionale su ORT.
Philipp Kirkorov ha preso parte alle prove tecniche l'8 e il 10 maggio, seguite da tre prove costume tenutesi nel pomeriggio e nella sera del 12 maggio e nel pomeriggio del 13 maggio. La performance russa ha visto Kirkorov sul palco vestito con camicia bianca e pantaloni neri, affiancato dalla Vocal Band che hanno preso parte al concorso come coristi. Al termine delle votazioni, la Russia è arrivata diciassettesima con 17 punti. Il direttore d'orchestra al concorso è stato Michail Finberg.

### Voto

#### Punti assegnati alla Russia
| 12 | 10         | 8 | 7 | 6         |
| -- | ---------- | - | - | --------- |
|    | - Norvegia |   |   | - Croazia |
| 5  | 4          | 3 | 2 | 1         |
|    |            |   |   | - Cipro   |

#### Punti assegnati dalla Russia
| Punti | Stato       |
| ----- | ----------- |
| 12    | Norvegia    |
| 10    | Danimarca   |
| 8     | Israele     |
| 7     | Slovenia    |
| 6     | Svezia      |
| 5     | Irlanda     |
| 4     | Cipro       |
| 3     | Islanda     |
| 2     | Ungheria    |
| 1     | Regno Unito |